# 崔国山
崔国山，中华人民共和国政治人物。
担任劳模、全国的快速掘进能手、黑龙江鸡西恒山煤矿崔国山掘进队队长。1954年，当选第一届全国人民代表大会代表。